# Sphaeromias bifidus
Sphaeromias bifidus är en tvåvingeart som beskrevs av Wirth och Eileen D. Grogan 1979. Sphaeromias bifidus ingår i släktet Sphaeromias och familjen svidknott.
Artens utbredningsområde är Maryland. Inga underarter finns listade i Catalogue of Life.